# Грешница (телесериал)
«Гре́шница» (англ. The Sinner) — американский телесериал-антология в жанре криминальная драма, основанный на одноимённом романе Петры Хаммесфар. Премьера шоу состоялась 2 августа 2017 года на телеканале USA Network. Изначально запланированное как мини-сериал, в марте 2018 года шоу было продлено на второй сезон. В марте 2019 года сериал был продлён на третий сезон, премьера которого состоялась 6 февраля 2020 года. 15 июня 2020 года телесериал был продлен на четвертый, финальный сезон.
Первый сезон был номинирован на две премии «Золотой глобус» в категориях «Лучший мини-сериал или телефильм» и «Лучшая женская роль» (Джессика Бил). Бил также была номинирована на премию «Эмми» за лучшую женскую роль в мини-сериале или фильме.

## Сюжет
В первом сезоне расследуется дело о нападении девушки среди белого дня на пляже, которая понятия не имеет, почему она это сделала.
Во втором сезоне расследуется дело об отравлении мальчиком двух взрослых, проживавших в религиозной общине.
В третьем сезоне расследуется автомобильная авария со смертельным исходом, которая приводит к более сложному делу.
В последнем сезоне расследуется исчезновение девушки из богатой семьи.

## В ролях
Основные
- Билл Пуллман — детектив Гарри Эмброуз
- Джессика Хект — Соня Барцель[4], художница и возлюбленная Гарри Эмброуза (3-4 сезоны)

Сезон 1
- Джессика Бил — Кора Танетти
- Кристофер Эбботт — Мейсон Танетти
- Дон Норвуд — детектив Дэн Лерой
- Эбби Миллер — Кейтлин Салливан
- Джоанна П. Адлер — капитан Энн Фармер

Сезон 2
- Кэрри Кун — Вера Уолкер
- Натали Пул — детектив Хизер Новак
- Ханна Гросс — Морин Калхун
- Элиша Хениг — Джулиан Уолкер
- Трейси Леттс — Джек Новак
- Бреди Дженнесс — Гарри Эмброуз в детстве

Сезон 3
- Мэтт Бомер — Джейми Бернс[5]
- Крис Мессина — Ник Хаас, друг Джейми в колледже
- Париса Фитц-Хенли — Лила Бернс, жена Джейми[4]
- Эдди Мартинес — детектив Вик Сото[4]

Сезон 4
- Элис Кремелберг — Перси Малдун
- Майкл Мосли — Колин Малдун
- Фрэнсис Фишер — Мег Малдун
- Синди Чунг — Стефани Лем
- Ронин Вонг — Майк Лем
- Девид Хюн — СиДжей Лем, сын Майка и Стефани
- Джо Кобден — Лу Раскин, шериф о. Гановер
- Нил Хафф — Шон Малдун

## Обзор сезонов
| Сезон | Сезон | Эпизоды | Дата показа     | Дата показа      |
| Сезон | Сезон | Эпизоды | Премьера сезона | Финал сезона     |
| ----- | ----- | ------- | --------------- | ---------------- |
|       | 1     | 8       | 2 августа 2017  | 20 сентября 2017 |
|       | 2     | 8       | 1 августа 2018  | 19 сентября 2018 |
|       | 3     | 8       | 6 февраля 2020  | 26 марта 2020    |
|       | 4     | 8       | 13 октября 2021 | 1 декабря 2021   |

## Реакция

### Отзывы критиков
На сайте-агрегаторе Rotten Tomatoes сериал получил 90 % «свежести» на основе 42-х отзывов критиков со средним рейтингом 6,7 из 10. Критический консенсус сайта гласит: «Удивительно непредсказуемая „Грешница“ с сильной актёрской игрой талантливых актёров западает в душу и не отпускает». На Metacritic сериал получил 73 баллов из 100 на основе 48-х «в общем положительных» рецензий.

### Награды и номинации
| Год  | Премия                       | Категория                                       | Получатель   | Результат | Ист.  |
| ---- | ---------------------------- | ----------------------------------------------- | ------------ | --------- | ----- |
| 2018 | Выбор телевизионных критиков | Лучшая мужская роль в фильме или мини-сериале   | Билл Пуллман | Номинация | [ 8 ] |
| 2018 | Выбор телевизионных критиков | Лучшая женская роль в фильме или мини-сериале   | Джессика Бил | Номинация | [ 8 ] |
| 2018 | Золотой глобус               | Лучшая женская роль — мини-сериал или телефильм | Джессика Бил | Номинация | [ 9 ] |
| 2018 | Золотой глобус               | Лучший мини-сериал или телефильм                | Грешница     | Номинация | [ 9 ] |